# William D. Boyce

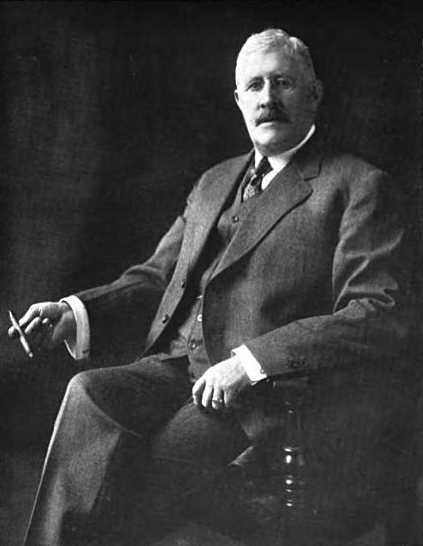
William D. Boyce (1914)

William Dickson Boyce (ur. 16 czerwca 1858, zm. 11 czerwca 1929) – amerykański dziennikarz, przedsiębiorca, wydawca prasowy i odkrywca. Był założycielem Boy Scouts of America (BSA) i Lone Scouts of America (LSA). Pochodził z hrabstwa Allegheny w Pensylwanii. Najpierw pracował jako nauczyciel i górnik. Przez krótki czas uczył się w Wooster Academy, zanim przeniósł się do Midwestu i Kanady. Był dobrym przedsiębiorcą; założył kilka dobrze prosperujących gazet jak The Commercial (Winnipeg) czy Lisbon Clipper (Lisbon). Ze swoją pierwszą żoną, Mary Jane Beacom, przeprowadził się do Chicago, gdzie założył Mutual Newspaper Publishing Company i zaczął wydawać tygodnik Saturday Blade.